# Carl Wattana Bennett
Carl Wattana Bennett (Bangkok, 2 settembre 2004) è un pilota automobilistico thailandese con origini statunitense, membro della A14 Management, programma per giovani piloti fondato dal due volte campione del mondo di F1, Fernando Alonso.

## Carriera
Bennett inizia a correre in kart da giovanissimo prendo parte a diverse serie asiatiche, nel 2022 ha esordito in monoposto correndo nella YACademy Winter Series per poi passare alla Formula 4 statunitense. L'anno seguente gira il mondo, nel inverno prende parte alla Formula Winter Series in Spagna, poi corre sia nella Formula 4 brasiliana e ritorna nella Formula 4 statunitense dove in Louisiana ha vinto la sua prima corsa in monoposto davanti al canadese Patrick Woods-Toth. Il pilota thailandese, con il team GRS Team prende parte a quindici corse della Formula 4 spagnola e a quattro della Eurocup-3.

### Endurance
I suoi primi passi nel mondo dell'Endurance avvengono nel inverno del 2023 partecipando alla Asian Le Mans Series, Bennett si lega al team Duqueine Team dividendo l'Oreca 07 LMP2 con Oliver Rasmussen e John Falb. Nella serie l'equipaggio ottiene il terzo posto nel ultimo round ad Abu Dhabi e chiudono decimi in classifica. 

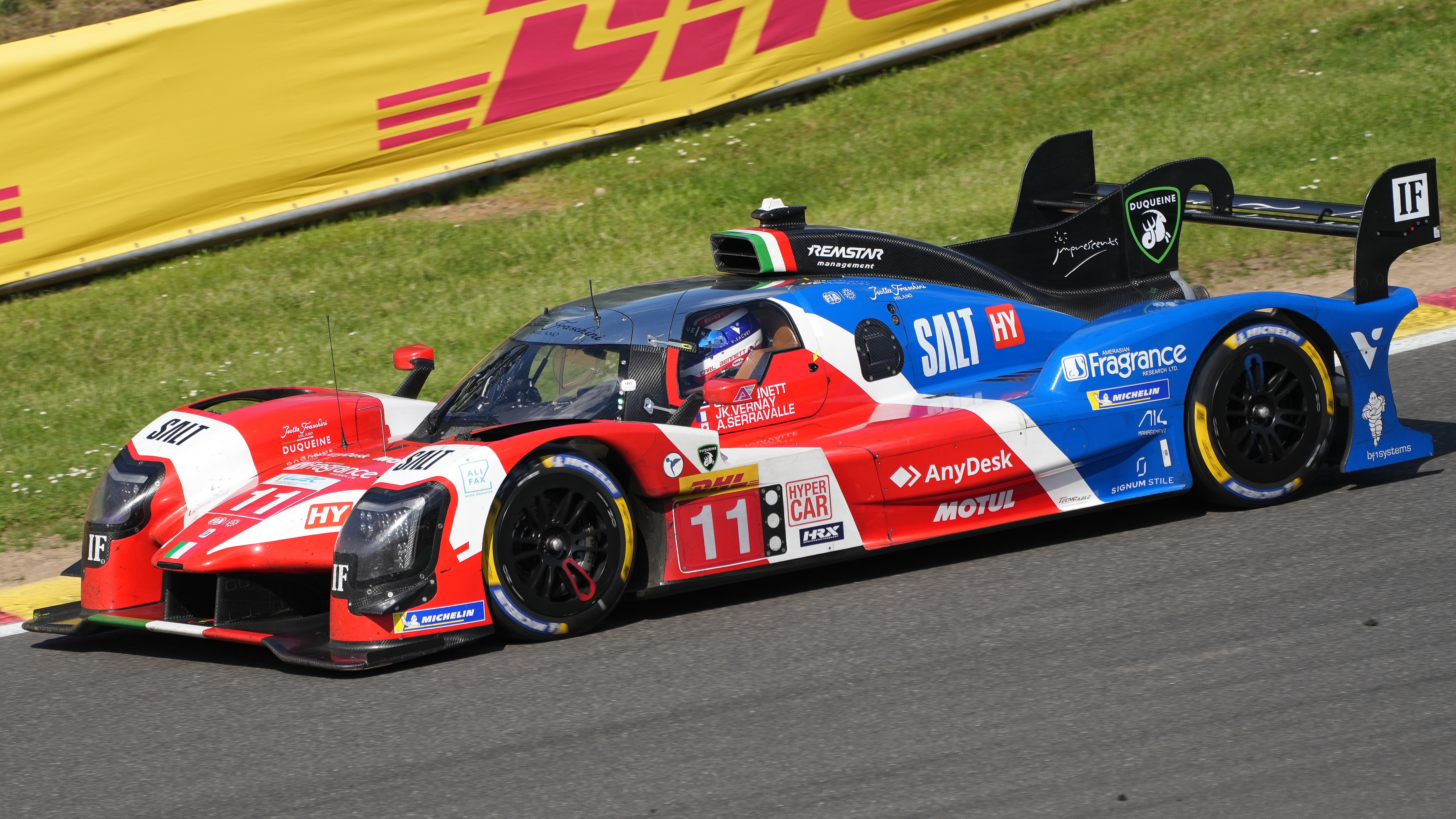
L'Isotta Fraschini Tipo 6 LMH-C di Bennett durante la 6 ore di Spa 2024

Nel 2024 con il team Duqueine  prende parte alla European Le Mans Series in equipaggio con James Allen e Jean-Baptiste Simmenauer. Lo stesso anno il team francese diventa la scuderia ufficiale del marchio italiano, Isotta Fraschini. Per questo Bennett viene scelto per portare nel WEC la nuova Hypercar Isotta Fraschini Tipo 6 LMH-C insieme a Jean-Karl Vernay e Antonio Serravalle. L'equipaggio riesce nella impresa di concludere la 24 Ore di Le Mans arrivando quattordicesimi in classifica assoluta. Purtroppo, il marchio italiano, prima della gara, Lone Star Le Mans annuncia la chiusura anticipata della stagione 2024 saltando gli ultimi tre eventi dell'anno.  
Nello stesso anno prende parte alla 4 Ore di Imola, gara valida alla European Le Mans Series con Frederik Vesti e Ferdinand Habsburg. 

## Risultati

### Riassunto della carriera
| Stagione | Serie                       | Team                | Gare | Vittorie | Pole | GPV | Podi | Punti | Pos. |
| -------- | --------------------------- | ------------------- | ---- | -------- | ---- | --- | ---- | ----- | ---- |
| 2022     | Formula 4 USA               | Gonella Racing      | 18   | 0        | 0    | 0   | 0    | 24    | 14º  |
| 2022     | YACademy Winter Series      | Gonella Racing      | 6    | 0        | 0    | 0   | 0    | 5     | 13º  |
| 2022     | Campionato GB4              | Fortec Motorsport   | 3    | 0        | 0    | 0   | 0    | 25    | 21º  |
| 2023     | Formula 4 spagnola          | GRS Team            | 15   | 0        | 0    | 0   | 0    | 0     | 33º  |
| 2023     | Eurocup-3                   | GRS Team            | 4    | 0        | 0    | 0   | 0    | 0     | 23º  |
| 2023     | Formula 4 USA               | Gonella Racing      | 11   | 1        | 0    | 1   | 1    | 37    | 13º  |
| 2023     | Formula 4 brasiliana        | Oakberry Bassani F4 | 6    | 0        | 0    | 1   | 1    | 26    | 14º  |
| 2023     | Formula Winter Series       | AKM Motorsport      | 4    | 0        | 0    | 0   | 0    | 12    | 13º  |
| 2023–24  | Asian Le Mans Series - LMP2 | Duqueine Team       | 5    | 0        | 0    | 0   | 1    | 29    | 10º  |
| 2024     | FIA WEC - Hypercar          | Isotta Fraschini    | 4    | 0        | 0    | 0   | 0    | 0     | 33°  |
| 2024     | European Le Mans Series     | Cool Racing         | 1    | 0        | 0    | 0   | 0    | 0*    |      |

* Stagione in corso.

### Asian Le Mans Series
| Anno    | Squadra       | Classe | Vettura  | SEP | SEP | DUB | ABU | ABU | Punti | Pos. |
| ------- | ------------- | ------ | -------- | --- | --- | --- | --- | --- | ----- | ---- |
| 2023-24 | Duqueine Team | LMP2   | Oreca 07 | 11  | 7   | Rit | 6   | 3   | 29    | 10°  |
| Legenda |               |        |          |     |     |     |     |     |       |      |

### European Le Mans Series
| Anno    | Squadra     | Classe | Vettura  | BAR | LEC | IMO | SPA | MUG | ALG | Punti | Pos. |
| ------- | ----------- | ------ | -------- | --- | --- | --- | --- | --- | --- | ----- | ---- |
| 2024    | Cool Racing | LMP2   | Oreca 07 |     |     | 10  | 11  | 13  | 3   | 16    | 21°  |
| Legenda |             |        |          |     |     |     |     |     |     |       |      |

*Stagione in corso.

### Campionato del mondo endurance
| Anno    | Squadra          | Classe   | Vettura                       | QAT | IMO | SPA | LMS | SÃO | COA | FUJ | BHR | Punti | Pos. |
| ------- | ---------------- | -------- | ----------------------------- | --- | --- | --- | --- | --- | --- | --- | --- | ----- | ---- |
| 2024    | Isotta Fraschini | Hypercar | Isotta Fraschini Tipo 6 LMH-C | Rit | 17  | 15  | 13  | Rit |     |     |     | 0     | 33°  |
| Legenda |                  |          |                               |     |     |     |     |     |     |     |     |       |      |

* Stagione in corso.

### 24 Ore di Le Mans
| Anno | Team             | Co-pilota                           | Vettura                   | Classe   | Giri | Pos. | Class Pos. |
| ---- | ---------------- | ----------------------------------- | ------------------------- | -------- | ---- | ---- | ---------- |
| 2024 | Isotta Fraschini | Antonio Serravalle Jean-Karl Vernay | Isotta Fraschini Tipo 6-C | Hypercar | 302  | 14º  | 14º        |